# Ніколь Рейнгардт
Ніколь Рейнгардт  (нім. Nicole Reinhardt, 2 січня 1986) — німецька веслувальниця, олімпійська чемпіонка.

## Виступи на Олімпіадах
| Олімпіада  | Дисципліна                    | Місце |
| ---------- | ----------------------------- | ----- |
| Пекін 2008 | байдарка-двійка, 500 метрів   | 4     |
| Пекін 2008 | байдарка-четвірка, 500 метрів | 1     |